# Атотонилко (Копалиљо)
Атотонилко (шп. Atotonilco) насеље је у Мексику у савезној држави Гереро у општини Копалиљо. Насеље се налази на надморској висини од 630 м.

## Становништво
Према подацима из 2005. године у насељу је живело 9 становника.

### Хронологија
| Година       | 2000         | 2005 |
| ------------ | ------------ | ---- |
| Становништво | 23 (13 / 10) | 9    |

### Попис
| # | Индикатор                        | Вредност |
| - | -------------------------------- | -------- |
| 1 | Укупно појединачних домаћинстава | 2        |